# Lhotka (Ostrava)
Lhotka (německy Ellgoth) je od 24. listopadu 1990 městským obvodem statutárního města Ostravy. Téměř celý katastr městského obvodu leží v hlučínské části Slezska, ale velice malá okrajová část katastru (zaniklý meandr Odry poblíž souřadnic 49°51'9.22" s.š, 18°13'49.445" v.d a dále jihovýchodní část katastru na pravém břehu původního nezregulovaného koryta - parcela č. 901) leží podle historických map na Moravě (původně tyto části náležely ke katastrálním územím Mariánské Hory a Přívoz).

## Historie
První písemná zmínka je z roku 1464. Obec byla během druhé světové války osvobozena Rudou armádou dne 30. dubna 1945. Oficiální název Lhotka byl v roce 1960 změněn na Lhotka u Ostravy. Dne 6. dubna 1976 došlo ke změně zpět na Lhotka. Připojena k Ostravě byla 24. dubna téhož roku.

## Symboly
Znak a prapor byly uděleny usnesením Rady města Ostravy číslo 3481/88 z 6.9.1994.
Znak
Polcený štít; v pravém zlatém poli vyniká půl slezské orlice, levá polovina modro-stříbrně dělena, nahoře stříbrná mitra, dole modré vlnité břevno.
Prapor
Avers opakuje znak, revers tvoří tři vodorovné pruhy, modrý, bílý a červený.